# Dicyrtomina
Genre
Dicyrtomina est un genre de collemboles de la famille des Dicyrtomidae.

## Liste des espèces
Selon Checklist of the Collembola of the World (version du 15 août 2019) :
- Dicyrtomina africana Womersley, 1931
- Dicyrtomina cyanea Merlo & Najt, 1974
- Dicyrtomina dorsolineata Latzel, 1917
- Dicyrtomina ealana Marlier, 1945
- Dicyrtomina flavosignata (Tullberg, 1871)
- Dicyrtomina gigantisetae Lin & Xia, 1985
- Dicyrtomina insularis Carpenter, 1934
- Dicyrtomina minuta (Fabricius 1783)
- Dicyrtomina murphyi (Delamare Deboutteville & Massoud, 1964)
- Dicyrtomina nigra Bretfeld, 2000
- Dicyrtomina novazealandica Salmon, 1941
- Dicyrtomina ochrea Womersley, 1939
- Dicyrtomina ornata (Nicolet, 1842)
- Dicyrtomina platensis (Merlo & Najt, 1974)
- Dicyrtomina saundersi (Lubbock, 1862)
- Dicyrtomina signata Stach, 1919
- Dicyrtomina tateyamana (Uchida, 1958)
- Dicyrtomina torsolimata Latzel, 1917
- Dicyrtomina tuberculata Womersley, 1933
- Dicyrtomina turbotti Salmon, 1948
- Dicyrtomina venusta Latzel, 1917
- Dicyrtomina violacea (Krausbauer, 1898)

## Publication originale
- Börner, 1903 : Über neue altweltliche Collembolen, nebst Bemerkungen zur Systematik der Isotominen und Entomobryinen. Sitzungsberichte der Gesellschaft Naturforschender Freunde zu Berlin, vol. 1903, p. 129-182 (texte intégral)..